# Hôpital Pierre-Boucher
L'hôpital Pierre-Boucher est un centre hospitalier québécois situé à Longueuil.

## Situation et accès
Il est situé au 1333, boulevard Jacques-Cartier Est.

## Origine du nom
Il rend hommage à Pierre Boucher, un explorateur et administrateur colonial du XVIIe siècle, et fondateur de la ville québécoise de Boucherville.

## Historique
L’hôpital a été construit en 1982 pour répondre aux besoins croissants en soins de santé dans la région de Longueuil.

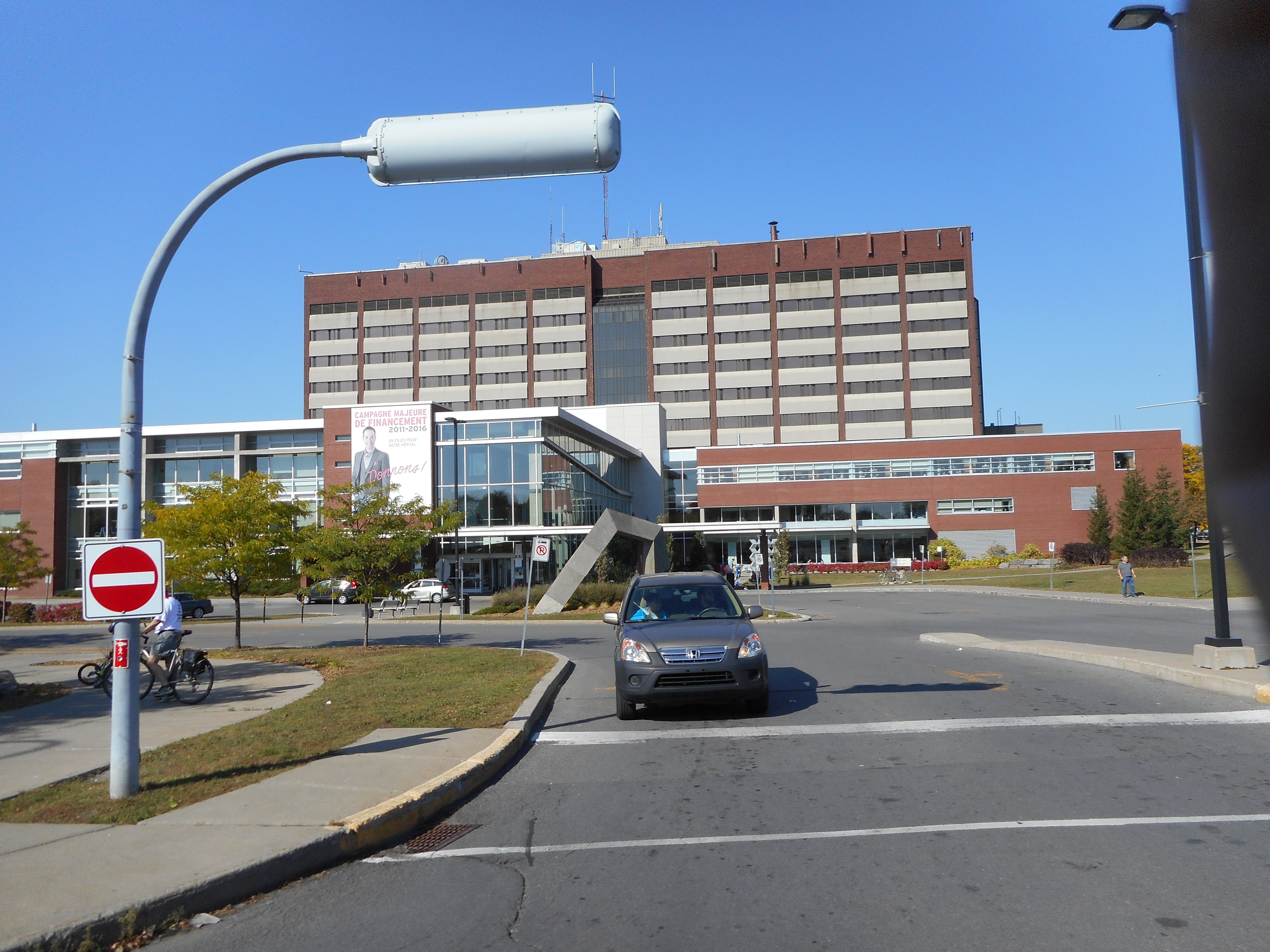
Hôpital Pierre-Boucher

Il fait partie du Centre de santé et de services sociaux Pierre-Boucher.

## Services
Il offre des soins de santé généraux, spécialisés et ultraspécialisés. Le service des urgences reçoit 55 000 individus annuellement.
L'« hôpital Pierre-Boucher » assiste chaque année à trois mille naissances. Il contient 329 lits. En 2003, le gouvernement québécois y investit 60 M $. L'hôpital effectue des transferts vers l'hôpital Charles-LeMoyne ainsi que vers les centres hospitaliers spécialisés du grand Montréal comme Hôpital Sainte-Justine ou l'Institut de cardiologie de Montréal.